# Lotta Svärd

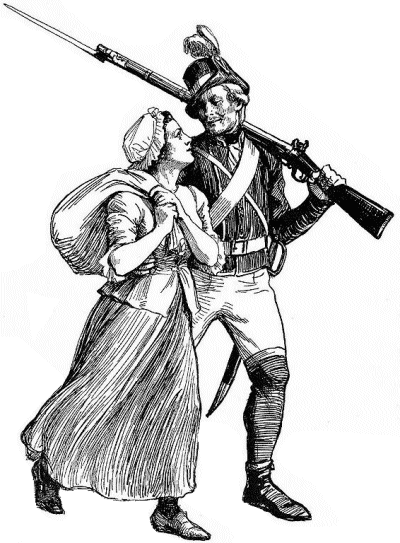
Lotta Svärd zieht mit ihrem Mann in den Krieg (A. Malmström, um 1880)

Lotta Svärd – (schwedisch, deutsch Lotta Schwert) ist ein Gedicht im Epos Fähnrich Stahl (schwedisch Fänrik Ståls sägner) des finnlandschwedischen Dichters Johan Ludvig Runeberg.

## Gedicht
Lotta Svärd ist das vierte Gedicht im 1860 erschienenen zweiten Band der Sammlung. Es handelt von Lotta Svärd, einer fiktiven Marketenderin im russisch-schwedischen Krieg von 1808/09. In dem Gedicht nimmt der Soldat Svärd seine Frau Lotta mit in den Kampf. Nachdem er auf dem Schlachtfeld gefallen ist, kümmert sich Lotta um die Verwundeten.

## Wirkung
Von Runebergs Gedicht inspiriert leiten sich der Name der 1924 gegründeten schwedischen Lottabewegung (schwedisch Lottarörelsen) sowie der 1918 geschaffenen und im finnischen Winter- und Fortsetzungskrieg tätigen Lotta-Schwert-Organisation (schwedisch Lotta-Svärd-organisationen, finnisch Lotta Svärd-järjestö) ab. Beide dienen als Zivilschutzorganisationen von Frauen im Kriegsfall. Die Namensidee geht auf eine Rede des finnischen Oberbefehlshabers Carl Gustaf Emil Mannerheim vom 16. Mai 1918 zurück. Außerdem war dieses Gedicht eine Vorlage für Bertolt Brechts Drama Mutter Courage und ihre Kinder.